# Inel simplu
În algebra abstractă un inel simplu este un inel nenul care nu are ideale bilaterale în afară de idealul nul și pe sine însuși. În particular, un inel comutativ este un inel simplu dacă și numai dacă este un corp comutativ.
Centrul unui inel simplu este în mod necesar un corp comutativ. Rezultă că un inel simplu este o algebră asociativă⁠(d) peste acest corp, motiv pentru care se numește algebră simplă peste acest corp.
În unele lucrări (de exemplu cea a lui Lang din 2002 sau cea a lui Bourbaki din 2012) se cere în plus ca un inel simplu să fie un inel artinian stâng sau drept (sau, echivalent, un inel semisimplu). Într-o această terminologie, un inel nenul fără ideale netriviale bilaterale este numit inel cvasisimplu.
Există inele care sunt simple ca inele, dar nu sunt module simple peste ele însele: un inel de matrici⁠(d) complet peste un corp nu are ideale netriviale bilaterale (deoarece orice ideal al lui {\displaystyle M_{n}(R)} are forma {\displaystyle M_{n}(I)} cu {\displaystyle I} un ideal al lui {\displaystyle R}), dar are ideale stângi netriviale (de exemplu mulțimile de matrici care au niște coloane fixe nule).
Un exemplu imediat de inel simplu este un corp, unde fiecare element nenul are un invers multiplicativ, de exemplu cuaternionii. De asemenea, pentru orice {\displaystyle n\geq 1}, algebra matricelor {\displaystyle n\times n} cu elemente dintr-un corp este simplă.
Joseph Wedderburn a demonstrat că, dacă un inel {\displaystyle R} este o algebră simplă finit dimensională peste un corp {\displaystyle k}, este izomorf cu o algebră matricială⁠(d) peste unele algebre cu diviziune peste {\displaystyle k}. În special, singurele inele simple care sunt algebre finit dimensionale peste numerele reale sunt inele de matrici fie peste numerele reale, fie peste numerele complexe, fie peste cuaternioni.
Wedderburn a demonstrat aceste rezultate în 1907 în teza sa de doctorat, Despre numerele hipercomplexe, care a apărut în Proceedings of the London Mathematical Society. Teza sa a clasificat algebrele simple finit dimensionale și cele semisimple pe corpuri. Algebrele simple sunt blocuri de construcție ale algebrelor semisimple: orice algebră semisimplă finit dimensională este un produs cartezian în sensul algebrelor simple finit dimensionale.
Trebuie ținut cont de terminologie: nu orice inel simplu este un inel semisimplu și nu orice algebră simplă este o algebră semisimplă. Totuși, orice algebră simplă finit dimensională este o algebră semisimplă, iar orice inel simplu care este artinian stâng sau drept este un inel semisimplu.
Un exemplu de inel simplu care nu este semisimplu este algebra Weyl⁠(d). Aceasta oferă și un exemplu de algebră simplă care nu este o algebră matricială peste o algebră cu diviziune peste centrul său: algebra Weyl este infinit dimensională, deci teorema lui Wedderburn nu se aplică.
Rezultatul lui Wedderburn a fost mai târziu generalizat la inele semisimple în teorema Wedderburn–Artin: aceasta spune că orice inel semisimplu este un produs finit de inele matriciale peste inelele cu diviziune. Ca o consecință a acestei generalizări, orice inel simplu care este artinian stâng sau drept este un inel de matrici peste un inel cu diviziune.

## Exemple
Fie {\displaystyle \mathbb {R} } corpul numerelor reale, {\displaystyle \mathbb {C} } corpul numerelor complexe și {\displaystyle \mathbb {H} } cuaternionii.
- O algebră simplă centrală (numită uneori algebră Brauer⁠(d)) este o algebră simplă finit dimensională finite peste un corp {\displaystyle F} al cărui centru este {\displaystyle F}.
- Orice algebră simplă finit dimensională peste {\displaystyle \mathbb {R} } este izomorfă cu o algebră de matrici {\displaystyle n\times n} cu elemente din {\displaystyle \mathbb {R} }, {\displaystyle \mathbb {C} } sau {\displaystyle \mathbb {H} }. orice algebră simplă centrală peste {\displaystyle \mathbb {R} } este izomorfă cu o algebră de matrici {\displaystyle n\times n} cu elemente din {\displaystyle \mathbb {R} } sau {\displaystyle \mathbb {H} }. Aceste rezultate rezultă din teorema Frobenius⁠(d).
- Orice algebră simplă finit dimensională peste {\displaystyle \mathbb {C} } este o algebră simplă centrală și este izomorfă cu un inel matricial peste {\displaystyle \mathbb {C} }.
- Orice algebră simplă finit dimensională peste un corp finit este izomorfă cu un inel matricial peste acel corp.
- Algebra tuturor transformărilor liniare ale unui spațiu vectorial infinit dimensional peste un corp {\displaystyle k} este un inel simplu care nu este un inel semisimplu. De asemenea, este o algebră simplă peste {\displaystyle k} care nu este o algebră semisimplă.